# 오익창 익사원종공신녹권
오익창 익사원종공신녹권(吳益昌翼社原從功臣錄券)은 대한민국 전북특별자치도 고창군 아산면, 사호사당에 있는 조선시대의 공신녹권이다. 2016년 12월 9일 전라북도의 유형문화재 제243호로 지정되었다.

## 개요
익사원종공신녹권은 1613년(광해 5)에 임해군 역모사건을 평정하는데 공을 세운 공신등에게 내려준 것으로 오익창이 받은 것이다. 광해군 폐출후, 익사공신칭호는 모두 삭탈되고 녹권도 대부분 폐기되어 현재 서너권만 전하고 있다. 훈련도감 목활자, 1책으로 간행되었다. 광해군이 폐위되었음에도 지금까지 보존되어 있다는 것에서 특이성이 있으며, 또 몇 개 남지 않은 광해군대의 공신녹권이라는 점에서 지정가치가 있다.

## 참고 자료
- 오익창 익사원종공신녹권 - 국가유산청 국가유산포털